# アークバリア硬式野球部
アークバリア硬式野球部（アークバリアこうしきやきゅうぶ）は、香川県高松市に本拠地を置き、日本野球連盟に加盟している社会人野球の企業チームである。
高松市にある株式会社アークバリアにより、プロ野球選手を生み出すことを目的として、2005年に元プロ野球選手の広永益隆が総監督に就任して発足した。2019年4月より学生野球の名将宮武学が総監督に就任した。2020年12月正式に宮武学が監督に就任する。

## 概要
2005年12月21日に『アークバリアドリームクラブ』としてチームが発足し、2006年3月15日付けで日本野球連盟にクラブチームとして新規登録された。
2012年、西日本クラブカップで初優勝を果たす。同年12月26日付けで、登録種別がクラブ登録から会社登録に変更となり、チーム名を『アークバリア硬式野球部』に改称した。

## 主要大会の出場歴・最高成績
- ナショナルクラブベースボールシリーズ - 西日本クラブカップ優勝1回（2012年）
- 第70回 春季四国社会人野球大会　優勝

## 主な出身プロ野球選手
- 大原淳也（内野手） - 退団後、四国IL・香川オリーブガイナーズを経て、2010年ドラフト7位で横浜ベイスターズに入団
- 富永一（投手） - 退団後、四国IL・徳島インディゴソックスを経て、2011年育成選手ドラフト1位で広島東洋カープに入団

## 主な元プロ選手の競技者登録
- 広永益隆（元：福岡ダイエーホークス、ヤクルトスワローズ、オリックス・ブルーウェーブ） - 総監督→退団
- 住友健人（元：ヤクルトスワローズ） - 内野手兼コーチ（2007年）→コーチ（2008年）→退団